# حالت ماندگار
حالت ماندگار (به انگلیسی: Steady State) یا حالت پایا حالتی است که جسم در حالت سکون قرار می‌گیرد. این بدان معناست که مشتق جزئی آن نسبت به زمان صفر است:
```
 

  

    

      

        

          

            

              
∂

              
p

            

            

              
∂

              
t

            

          

        

        
=

        
0

      

    

    
{\displaystyle {\frac {\partial p}{\partial t}}=0}

  

  برای تمام زمان‌ها
```

## توجه
بین حالت ماندگار (به انگلیسی: Steady State) و حالت پایدار (به انگلیسی: Stable State) تفاوت وجود دارد.
حالت پایدار ممکن است با اندکی لرزش (یا نویز) از بین برود؛ مثلاً اگر یک گوی در نوک یک گنبد قرار داشته باشد، با اندکی تکان، سقوط خواهد کرد.
ممکن است حالتی پایدار باشد، ولی ماندگار نباشد. مثل یک گوی که در یک شیب منحصراً سرپایینی سقوط می‌کند؛ یا دوران دائم و یکنواخت یک جسم حول یک محور.